# 麻帆良学園中等部2-A・ヒミツの放課後
『麻帆良学園中等部2-A・ヒミツの放課後』（まほらがくえんちゅうとうぶにのエー ヒミツのほうかご）は、漫画・アニメ作品である「魔法先生ネギま!」の関連番組としてスターチャイルドの番組公式ホームページ内スタチャインターネットラジオから配信されていたインターネットラジオ番組である。全25回。
続編の『麻帆良学園中等部2-A・ヒミツの放課後Part2』（まほらがくえんちゅうとうぶにのエー ヒミツのほうかご パートツー）1学期 全18回、2学期 全17回、『麻帆良学園中等部3-A・ヒミツの放課後』（まほらがくえんちゅうとうぶさんのエー ヒミツのほうかご）全14回についても、本項にて解説する。

## 麻帆良学園中等部2-A・ヒミツの放課後
2005年8月5日 - 2006年1月27日（全25回）
毎週金曜日に配信されていた。
パーソナリティー
- 佐藤利奈（ネギ・スプリングフィールド役）
- 小林ゆう（桜咲刹那役）

コーナー
番組内の挨拶は「ネギぼな〜む（Negi Bonum）」
お便りコーナー（第1回 - 第13回） / ヒミツのメールボックス（第14回 - 第25回）
リスナーからのメールを読むコーナー。
恐怖!お絵かき対決（第1回 - 第25回）
当初はパーソナリティー（ゲストがいる場合はそのゲストも）がお題として出される「ネギま!」の登場人物の絵を描くコーナーだったが、小林の描く絵があまりに衝撃的だったため、いつしかコーナータイトルに「恐怖!」がついた。また、この絵のために、小林は「ゆう画伯」と呼ばれることになる。
途中から、2-Aのクラスメイト全員の絵を描いてクラス名簿を作ることを目標にすることとなり、最終的には後述のPart2・1学期でその目標を達成した。
ここで描かれた絵は、配信後、リスナーにプレゼントされた。
エチュードドラマ「刹那の目指せ花嫁修業!」（第1回 - 第12回）
パーソナリティー2人によるアドリブドラマ。ネギ・スプリングフィールド（佐藤利奈）と桜咲刹那（小林ゆう）が新婚夫婦という設定で、リスナーによる「お題」を元にしながら、基本的にアドリブで行われる。
サギタマギカ百花繚乱（第14回 - 第25回）
パーソナリティー2人が、リスナーから出されるお題に合わせたセリフをしゃべり、リスナーからの投票でどちらが勝っていたかを競うコーナー。
5回先に勝った方が最終的な勝者となり、敗者には罰ゲームがある。

ゲスト
- 第1回：佐久間未帆（龍宮真名役）
- 第2回：小林美佐（那波千鶴役）
- 第3回：山本杏美（大河内アキラ役）
- 第4回：木村まどか（明石裕奈役）
- 第5回：板東愛（春日美空役）
- 第6回：相沢舞（村上夏美役）
- 第7回：石毛佐和（早乙女ハルナ役）
- 第8回：狩野茉莉（鳴滝史伽役）
- 第9回：志村由美（長谷川千雨役）
- 第10回：笹川亜矢奈（朝倉和美役）
- 第11回：井ノ上ナオミ（四葉五月役）
- 第18回（公開録音）：神田朱未（神楽坂明日菜役）、野中藍（近衛木乃香役）
- 第20回：山川琴美（和泉亜子役）

## 麻帆良学園中等部2-A・ヒミツの放課後Part2・1学期
2006年3月31日 - 7月28日（全18回）
毎週金曜日に配信されていた。視聴可能なのは最新の1回分のみ。
パーソナリティー
- 佐藤利奈（ネギ・スプリングフィールド役） / 第12,13回は石毛佐和（早乙女ハルナ役）
- 小林ゆう（桜咲刹那役）

コーナー
各コーナーは、『麻帆良学園中等部2-A・ヒミツの放課後』から継続。
- ヒミツのメールボックス
- サギタマギカ百花繚乱パート2
- 恐怖！お絵かき対決

ゲスト
- 第4回：猪口有佳（ザジ・レイニーデイ役）
- 映像版（単行本「魔法先生ネギま!」15巻限定版付録DVD収録）：神田朱未（神楽坂明日菜役）、野中藍（近衛木乃香役）

## 麻帆良学園中等部2-A・ヒミツの放課後Part2・2学期
2006年8月4日 - 11月27日（全17回）
毎週金曜日に配信されていた。視聴可能なのは最新の1回分のみ。
パーソナリティー
- 志村由美（長谷川千雨役）
- 高本めぐみ（超鈴音役〈2代目〉）

コーナー
ヒミツのメールボックス

長谷川千雨の眼鏡を外せば…
リスナーからの人生のお悩みに対し、長谷川千雨（志村由美ではない）が何らかのアドバイスを与えるコーナー。
教えて超先生
超鈴音に習って、クイズや調理実習を通して料理上手になろうというコーナー。
ネギま!の道も一歩から
これまでのネギま!関連楽曲などを復習していくコーナー。
コーナーはカットされる事もある。
ゲスト
- 第11回：こやまきみこ（鳴滝風香役）
- 第15回：相沢舞（村上夏美役）

## 麻帆良学園中等部3-A・ヒミツの放課後
2006年12月15日 - 2007年3月30日（3月2・9日除く。全14回）
毎週金曜日に配信されていた。視聴可能なのは最新の1回分のみ。
開始前には一時期、「麻帆良学園中等部2-A・ヒミツの放課後Part2 3学期」のタイトルで告知されていたが、番組開始のタイミングでアニメ2期である「ネギま!?」の放映が開始されており、それに合わせる形で現在のタイトルに変更された。
パーソナリティー
- 桑谷夏子（綾瀬夕映役）
- 石毛佐和（早乙女ハルナ役）

コーナー
ヒミツのメールボックス

ハルナのふっふっふっ。私の目はゴマかせないわよ!
リスナーから寄せられた心理テストをパーソナリティが試す。
夕映の哲学 独学・新☆味覚
リスナーから寄せられたレシピを元にして作成されたジュースをパーソナリティが飲み、それに使用されている食材を当てる。

ゲスト
- #11 志村由美